# Kleszcze (Stargard)
Pour les articles homonymes, voir Kleszcze.
Kleszcze est une localité polonaise de la gmina mixte d'Ińsko située dans le powiat de Stargard en voïvodie de Poméranie-Occidentale. Elle se trouve à environ 37 km à l'est de Stargard et 65 km à l'est de la capitale régionale Szczecin.

## Géographie

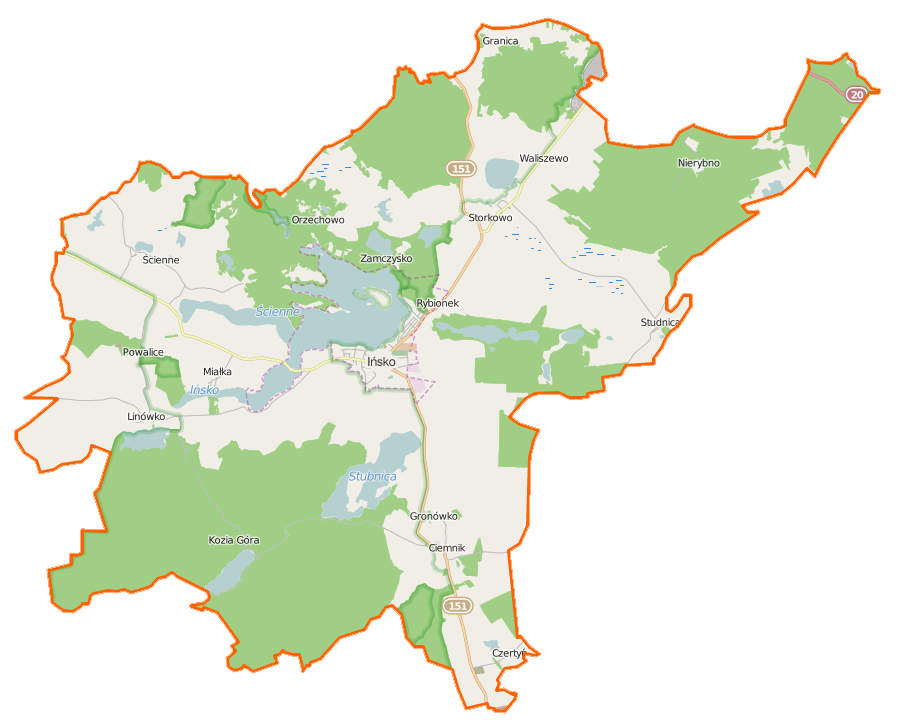
Carte de la gmina d'Ińsko.